# Martin Semmelrogge

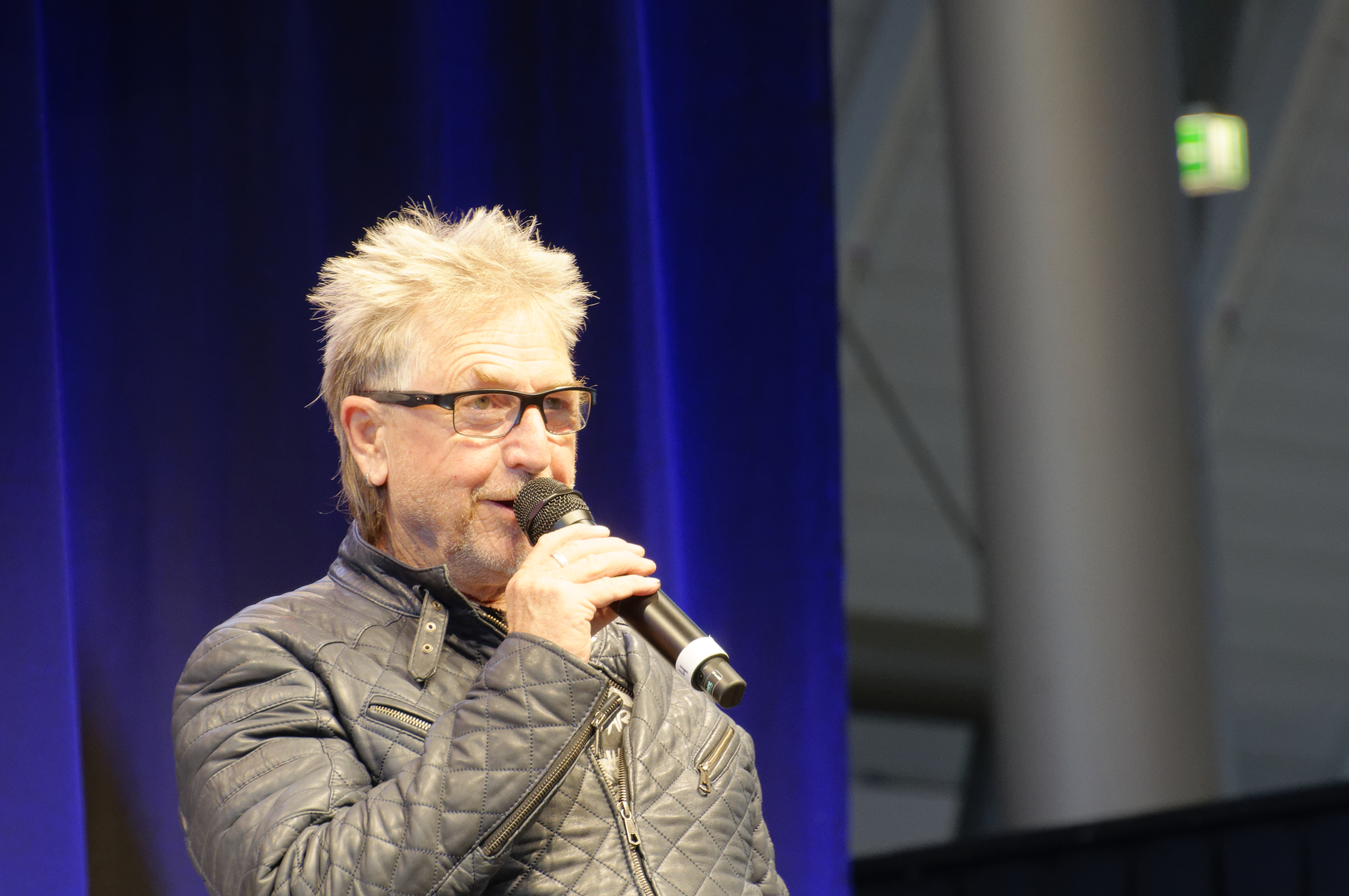
Martin Semmelrogge al ComicCon 2021

Martin Semmelrogge (Bad Boll, 8 dicembre 1955) è un attore e doppiatore tedesco.

## Biografia

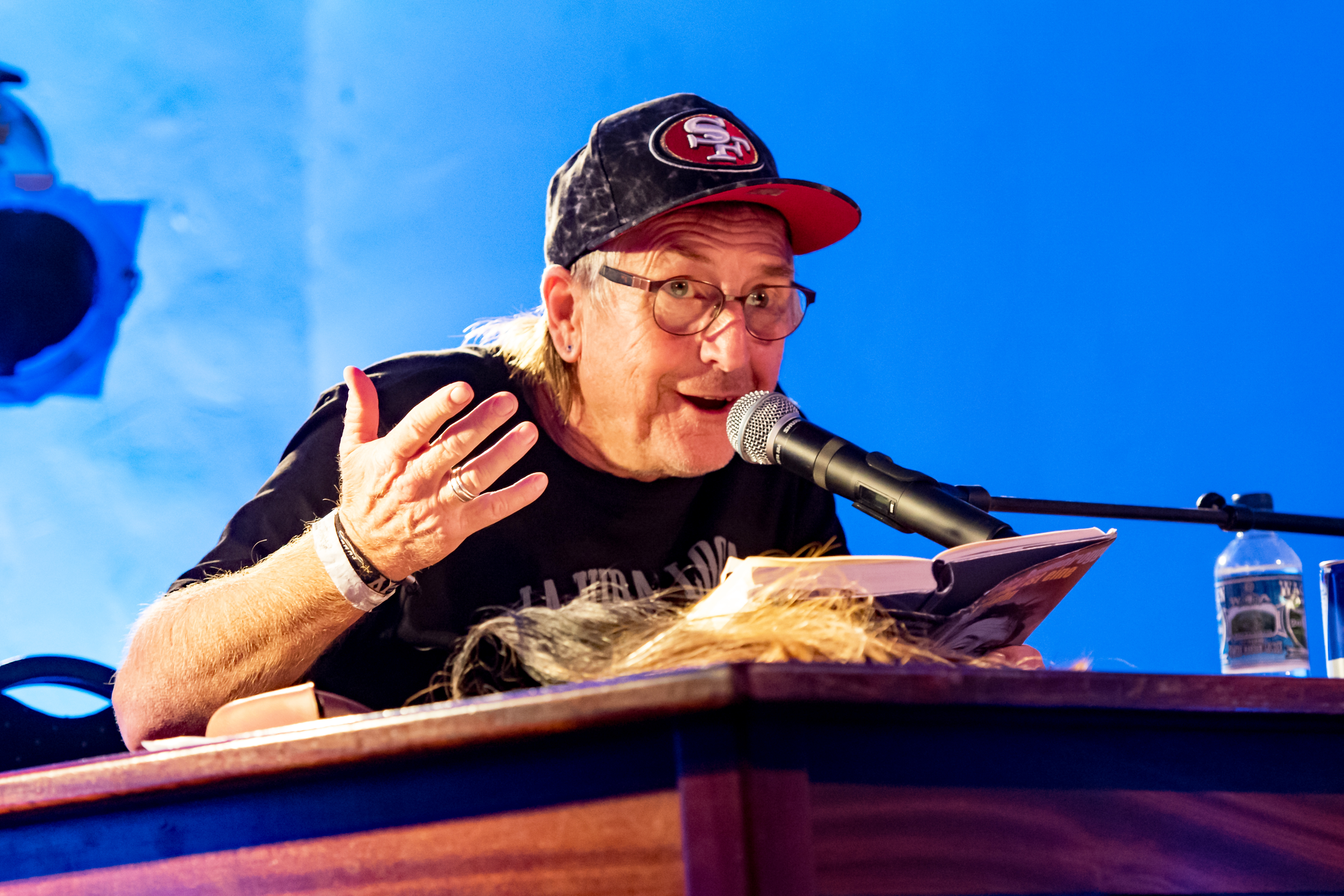
Martin Semmelrogge al Wacken Winter Nights 2017

Martin Semmelrogge è il primogenito dell'attore e regista Willy Semmelrogge e della moglie Ursula Anna Börner. È nato a Eckwälden (Bad Boll) e ha frequentato una scuola Waldorf. Nel 1961 nasce il fratello minore Joachim Bernhard Semmelrogge, anch'egli attore come Joachim Bernhard.
Semmelrogge per dodici anni lavora in radio alla Bayerischer Rundfunk come dj. Come attore inizia a 16 anni nella serie TV Der Kommissar. Seguiranno i lavori per cui è noto anche internazionalmente in film come Tadellöser & Wolff, Powenzbande e Die Straßen von Berlin, così come in serie TV come L'ispettore Derrick, Tatort, Der Alte e Un caso per due.
Al cinema è tra i protagonisti nel 1981 del pluripremiato film U-Boot 96, nel quale interpreta il secondo ufficiale di bordo. Nel 1993 interpreta Willi Riesenhuber, ufficiale della SS, nel film di Steven Spielberg Schindler's List - La lista di Schindler. 
Semmelrogge è stato sposato dal 1985 al 1991 con Susanne Semmelrogge e dal 1998 al 2018 con Sonja Semmelrogge.
Nel 2023 sposa Regine Prause.

## Filmografia parziale

### Cinema
- U-Boot 96 (Das Boot), regia di Wolfgang Petersen (1981)
- Sigi, der Straßenfeger, regia di Wolf Gremm (1984)
- Lichtschlag, regia di Daniele Buetti e Danielle Giuliani (1989)
- Die schwache Stunde, regia di Danielle Giuliani (1992)
- Justiz, regia di Hans W. Geißendörfer (1993)
- Schindler's List - La lista di Schindler (Schindler's List), regia di Steven Spielberg (1993)
- Karakum, regia di Arend Agthe e Uzmaan Saparov (1994)
- Weibsbilder, regia di Leon Boden (1996)
- Alles nur Tarnung, regia di Peter Zingler (1996)
- Bang Boom Bang - Ein todsicheres Ding, regia di Peter Thorwarth (1999)
- Manila, regia di Romuald Karmakar (2000)
- Sumo Bruno, regia di Lenard Fritz Krawinkel (2000)
- Jetzt oder nie - Zeit ist Geld, regia di Lars Büchel (2000)
- Feindliche Übernahme - althan.com, regia di Carl Schenkel (2001)
- Ein göttlicher Job, regia di Thorsten Wettcke (2001)
- Girl, regia di Piers Ashworth (2001)
- Paule und Julia, regia di Torsten Löhn (2002)
- 4 Freunde und 4 Pfoten, regia di Gabriele Heberling (2003)
- Agnes und seine Brüder, regia di Oskar Roehler (2004)
- Ludgers Fall, regia di Wolf Wolff (2006)
- Neues vom Wixxer, regia di Cyrill Boss e Philipp Stennert (2007)
- Hardcover, regia di Christian Zübert (2008)
- Check It Out, regia di Michael Stelzer (2008)
- La banda dei coccodrilli (Vorstadtkrokodile), regia di Christian Ditter (2009)
- Chaostage - We are Punks!, regia di Tarek Ehlail (2009)
- Kopf oder Zahl, regia di Benjamin Eicher e Timo Joh. Mayer (2009)
- Zeiten ändern dich, regia di Uli Edel (2010)
- Kalte Karibik, regia di Wolf Wolff (2010)
- Fahr zur Hölle, regia di Joachim Mais (2011)
- Schlaraffenhaus, regia di Marcel Walz (2011)
- Radio Heimat, regia di Matthias Kutschmann (2016)
- Breakdown Forest - Reise in den Abgrund, regia di Patrick Roy Beckert (2019)
- Torpedo, regia di Sven Huybrechts (2019)
- Kartoffelsalat 3 - Das Musical, regia di Michael David Pate (2020)
- Limbo, regia di Tim Dünschede (2020)
- Una serata libera (One Night Off), regia di Martin Schreier (2021)
- Die Boten des Todes, regia di Thomas Pill (2022)

### Televisione
- Freizeitraum, Bau 2, regia di Diethard Klante – film TV (1972)
- Olifant, regia di Horst Dallmayr – film TV (1973)
- Ein Haus voll Zeit, regia di Jean-Pierre Heizmann – film TV (1973)
- Der Hausaufsatz, regia di Peter Frötschl – film TV (1974)
- Die Powenzbande, regia di Michael Braun – miniserie TV, 3 puntate (1974)
- Der Fall von nebenan – serie TV, episodio 3x08 (1974)
- Der Kommissar – serie TV, episodi 4x09-7x04 (1972-1975)
- Tadellöser & Wolff, regia di Eberhard Fechner – miniserie TV, 2 puntate (1975)
- Eine ganz gewöhnliche Geschichte – serie TV (1975-1976)
- Der Anwalt – serie TV, episodio 1x06 (1976)
- Eine kleine Liebe, regia di Hans-Peter Meier – film TV (1976)
- Block 7 – serie TV, 6 episodi (1976-1977)
- 1977: Derrick – Yellow He
- 1977: Die Vorstadtkrokodile (Fernsehfilm)
- 1977: Tatort: Schüsse in der Schonzeit
- 1978: Sachrang (Fernsehfilm)
- 1978: Onkel Bräsig (Fernsehserie)
- 1978: Heroin 4 (Fernsehfilm)
- 1978: Eine seltsame Bescherung (Fernsehfilm)
- 1978: Derrick – Ute und Manuela (Fernsehserie, S04F06)
- 1978–1997: SOKO 5113 (9 Folgen)
- 1979: Tatort – 30 Liter Super
- 1979: Fallstudien (Fernsehfilm)
- 1981: Derrick – Prozente (Fernsehserie, Folge 86)
- 1981–1999: Der Alte (11 Folgen)
- 1983: Hinter der Tür (Der Tod kommt durch die Tür, Fernsehfilm)
- 1983–1988: Polizeiinspektion 1 (3 Folgen)
- 1985: Gespenstergeschichten: Die Affenpfote
- 1986–2001: Großstadtrevier (5 Folgen)
- 1986–2001: Der Fahnder (5 Folgen)
- 1989: Derrick – Ein merkwürdiger Tag auf dem Lande
- 1989: Un caso per due (Ein Fall für zwei) – Gewissensbisse
- 1989: Peter Strohm – Noch drei Minuten bis Himmelfahrt
- 1989: Praxis Bülowbogen – So schnell heilt keine Wunde
- 1990: Liebling Kreuzberg – Ein Bruch nach dem anderen
- 1991 Famiglia dolce famiglia (Die glückliche Familie)
- 1991: Die Männer vom K3 – Narkose fürs Jenseits
- 1992–1994: Amici per la pelle (Freunde fürs Leben) - serie televisiva, 7 episodi
- 1994: Glückliche Reise – Hongkong (Fernsehserie)
- 1994: Ärzte: Nachtrunden
- 1994: Cornelius hilft (1 Folge)
- 1994–1995: Zwei alte Hasen (12 Folgen)
- 1994–1997: Anna Maria – Eine Frau geht ihren Weg (20 Folgen)
- 1995: Dr. Stefan Frank – Der Arzt, dem die Frauen vertrauen – Ihr Glück begann mit einer Lüge
- 1995: Für alle Fälle Stefanie – Versager
- 1995–2000: Die Straßen von Berlin (22 Folgen)
- 1996: Aus heiterem Himmel – Hauptsache Geld
- 1996: Die Drei – Unschuldig (1 Folge)
- 1996: Die Katze von Kensington (Fernsehfilm)
- 1996: Guten Morgen, Mallorca (Fernsehserie)
- 1996: Tatort: Frankfurt–Miami
- 1996: Mona M. – Mit den Waffen einer Frau – So nicht, Frau Staatsanwalt
- 1996: Im Namen des Gesetzes – Siebzehn Jahr
- 1997: Der Kapitän – Den Tod im Nacken
- 1997: Solo für Sudmann
- 1997: Guardia costiera (Küstenwache) – serie televisiva
- 1997: Wildbach – Mr. Honeymoon
- 1998: Road to Palermo
- 1998: Polizeiruf 110: Kleiner Engel
- 1998: Tatort: Bienzle und der Champion
- 1998–1999: Wolffs Revier (2 Folgen)
- 1998–1999: Hinter Gittern – Der Frauenknast (9 Folgen)
- 1999: Alarm für Cobra 11 – Die Autobahnpolizei – Brennender Ehrgeiz
- 1999: Polizeiruf 110: Schellekloppe
- 1999: Die Motorrad-Cops – Hart am Limit – Am Abgrund
- 1999: Die Cleveren – Gier
- 2000: Die Pfefferkörner – Das teuerste Fahrrad der Welt
- 2000: Für alle Fälle Stefanie – Absturz der Träume
- 2000: Das Geheimnis in der Wüste (Fernsehsfilm)
- 2000: Die Wache – Der Bestatter
- 2001: Drehkreuz Airport – Goldfieber
- 2001: SiskaSiska – Letzte Zuflucht
- 2001: Hausmeister Krause – Ordnung muss sein (1 Folge)
- 2002: SOKO Leipzig – Echte Profis
- 2002: Geliebte Diebin (Fernsehfilm)
- 2002: Tödliches Rendezvous – Die Spur führt nach Palma (Fernsehfilm)
- 2003: Was nicht passt, wird passend gemacht – Flight Club
- 2003: Um Himmels Willen – Gefahrenzone
- 2004: Doppelter Einsatz – Kidnapping
- 2004: Die Rosenheim-Cops – Tödliches Rendezvous
- 2004: Trautmann – Schwergewicht
- 2004: Vera – Die Frau des Sizilianers (Fernsehfilm)
- 2005: Gute Zeiten, schlechte Zeiten (3 Folgen)
- 2005: Edel & Starck – Das jüngste Gericht – Teil 1
- 2005: BalkoBalko – Mittwochs Geheimnis
- 2005: Pastewka (Fernsehserie)
- 2006: Die Bullenbraut 2 - Der Tod hat 17 Karat (Fernsehfilm)
- 2006: Hello (Kurzfilm)
- 2007: Pfarrer Braun: Braun unter Verdacht (Fernsehfilm)
- 2007: Die ProSieben Märchenstunde – Der gestiefelte Kater – Catman Begins
- 2008: Spiel mir das Lied und du bist tot!
- 2009: Da kommt Kalle (Fernsehserie; Folge 53: Echte Freunde)
- 2010: SOKO Stuttgart – Einmal Schwein sein
- 2010: SOKO Donau – Nina, 16, vermisst
- 2011: SOKO Kitzbühel – Auf Liebe und Tod
- 2011: Goodbye Deutschland Promi Spezial – Die Semmelrogges goes USA
- 2013: Promi Big Brother
- 2015: Kommissar Marthaler – Ein allzu schönes Mädchen (Fernsehfilm)
- 2015–2016: Im Knast (4 Folgen)
- 2017: Einstein – Meganewton
- 2017: Das Sommerhaus der Stars – Kampf der Promipaare, mit seiner Frau Sonja
- 2018: Falk – Der Fall Roberto Blanco
- 2019: Um Himmels Willen – Der Außenseiter
- 2019: Tal der Skorpione
- 2019: U-235 – Abtauchen um zu Überleben
- 2020: Bettys Diagnose – Gegen alle Widerstände
- 2020: Polizeiruf 110: Totes Rennen
- 2020: Falk – Der Mutterschaftstest
- 2021: Browser Ballett – Satire in Serie (Folge 5)
- 2022: Die Passion
- 2022: Der König von Palma (1 Folge)
- 2022: Club der guten Laune
- 2022: Zurück in die Schule
- 2022: SOKO Stuttgart – Letztes Kapitel
- 2025: Über Geld spricht man doch, Joyn

## Teatro
- 2007/08: Zipf oder die dunkle Seite des Mondes im Theater Hausruck als KZ-Kommandant Adonis Schöpperle
- 2008/09: Rocky Horror Show (Musical) in Berlin als Erzähler
- 2009: Das Geld anderer Leute als Lawrence Garfield, genannt Larry der Liquidator
- 2009: Karl-May-Spiele in Bad Segeberg als Bösewicht Cornel Brinkley
- 2010: Piraten vor Cartagena in Grevesmühlen als Israel Hands (Piraten-Open-Air)
- 2011: Enron (Hamburger Kammerspiele)
- 2011: Die Schweden kommen! in Wittstock/Dosse als General von Hassfeldt
- 2011: Die Hölle vor Maracaibo in Grevesmühlen als Sir Stede Bonnet (Piraten-Open-Air)
- 2012: Ein Leben für die See in Grevesmühlen als Sir Stede Bonnet (Piraten-Open-Air)
- 2012: Der Rosenkrieg als Oliver Rose
- 2013: Der alte Freibeuter in Grevesmühlen als Dr. Sargo-Tan (Piraten-Open-Air)
- 2013: Die toten Augen von London als Inspektor Larry Holt[5]
- 2014: Unter Geiern – Der Geist des Llano Estacado in Elspe als Gangsterboss Weller (Karl-May-Festspiele)
- 2015: Biedermann und die Brandstifter (Landesbühne Rheinland-Pfalz)
- 2017: Othello (Landesbühne Rheinland-Pfalz)
- 2022: Kauz und Chaotin

## Doppiatore
- 1983: Gib Gas – Ich will Spaß come Andy Eckelmann
- 1989: Die Kaminhexe
- 1992–1995: Als die Tiere den Wald verließen come Herr Igel e Spicker
- 1996: Werner – Das muß kesseln!!! come Tankstellenbesitzer Shorty
- 1998: Bube, Dame, König, grAS come Erzählstimme
- 1999: End of Days – Nacht ohne Morgen come Albino
- 2001: Die Monster AG come Randall Boggs
- 2001: Barbie in Der Nussknacker come Mäusekönig
- 2004: C’est pas moi… c’est l’autre! come Marius
- 2006: Es war k’einmal im Märchenland come Rumpelstilzchen
- 2011: Rango
- 2013: Assassin’s Creed IV: Black Flag come Jack Rackham

## Audiolibri
- „Tagebuch einer Killerkatze“ von Anne Fine
- Lesung „Fear and Loathing in Las Vegas“ (2001) mit Lesetour
- Absichtlich nervtötende Werbestimme von BOB (Österreichische Mobilfunkmarke der Mobilkom Austria)
- Biografie White Line Fever von „Lemmy“ (Motörhead)
- „Bartimäus – Das Amulett von Samarkand“ (1. Teil)
- Fuck Machine. Gedichte vom südlichen Ende der Couch
- „Madou und das Licht der Fantasie“ als Murk
- „Heiße Spur in Dixies Bar“

## Letture radio
- 1976: Jean Chatenet: Die Wölfin – Regie: Raoul Wolfgang Schnell (Kriminalhörspiel – SDR)
- 1979: Rodney David Wingfield: Pechvögel - Regie: Willy Purucker (Kriminalhörspiel - BR)[6]
- 1998: Heiner Grenzland: Deadline – Regie: Heiner Grenzland/Bernhard Jugel (Hörspiel und Medienkunst – BR)
- 1999: Isaak Babel: Die Reiterarmee (Levka) – Regie: Joachim Staritz (Hörspiel (3 Teile) – MDR/DLR)
- „Die Kaminhexe“ als Rufus
- Die Drei Fragezeichen – Folge 144: „Zwillinge der Finsternis“ als Jeremy Witherspoon (2008)
- Captain Blitz und seine Freunde in der Folge „Die Totenkopfbande“ als Pik As
- Dorian Hunter, Folge 1 „Im Zeichen des Bösen“ als Vukujev
- Dorian Hunter, Folge 2 „Das Henkersschwert“ als Equinus
- Dorian Hunter, Folge 3 „Der Puppenmacher“ als Equinus
- Dorian Hunter, Folge 10.1 „Der Folterknecht – Die Nacht von Nancy“ als Equinus
- Geisterjäger John Sinclair, Folge „Der Pfähler“ als Jack Rambaldi
- Die Drei Fragezeichen Kids – Folge 3 „Invasion der Fliegen“ als Berthold von Bock
- Sebastian Büttner: Katsche, Kopp und Ko – Regie: Matthias Kapohl (Kriminalkomödie – WDR), 2021
- Zurück in die Schule (Sat 1) 2022/09